# Kontraktstillverkning
Kontraktstillverkning, även kallat legotillverkning, innebär att ett företag tillverkar eller bearbetar produkter på uppdrag av ett annat företag.  
Kontraktstillverkning är omfattande inom bland annat elektronik- och elektromekanisk produktion, mekanisk produktion, läkemedelstillverkning och tillverkning av kemtekniska produkter. 

## Exempel på kontraktstillverkare
- Foxconn (Hon Hai Precision Industry Co., Ltd.)
- Kitron
- Note
- Partnertech
- Recipharm
- Montex